# Wężowa Bogini

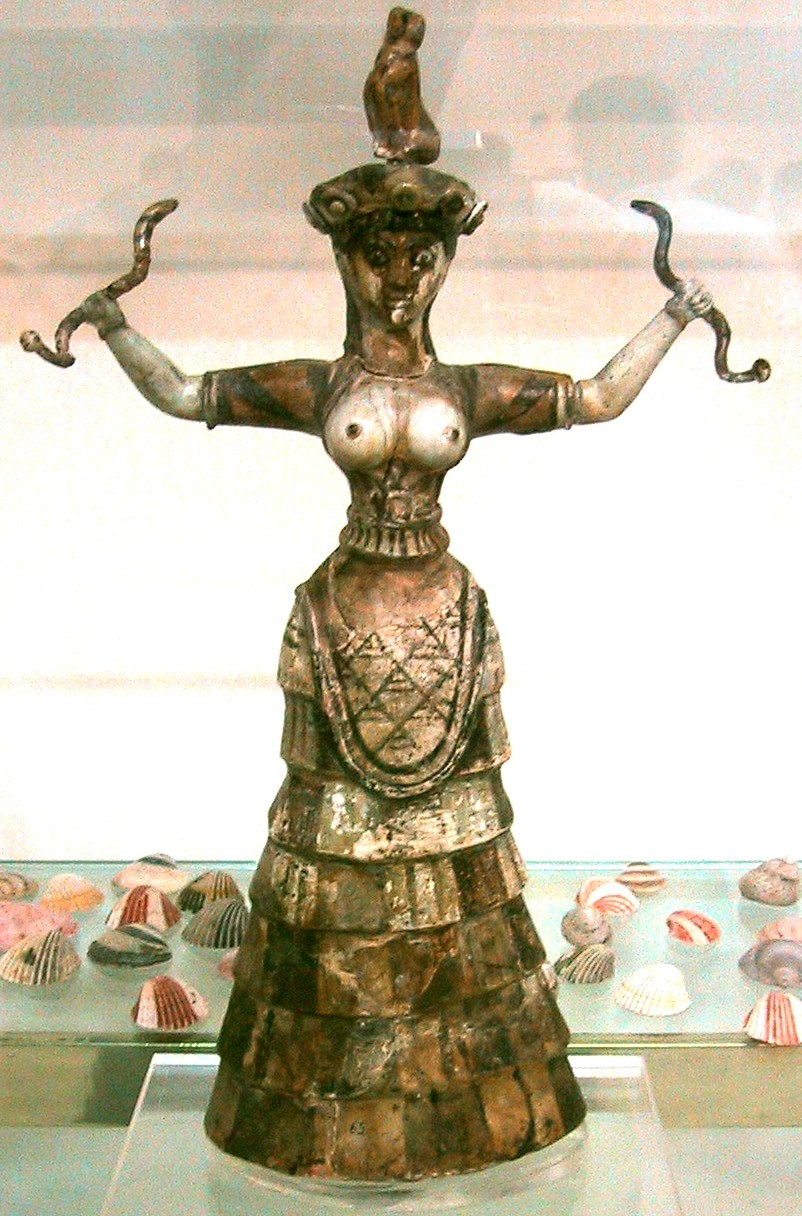
Wężowa Bogini po renowacji

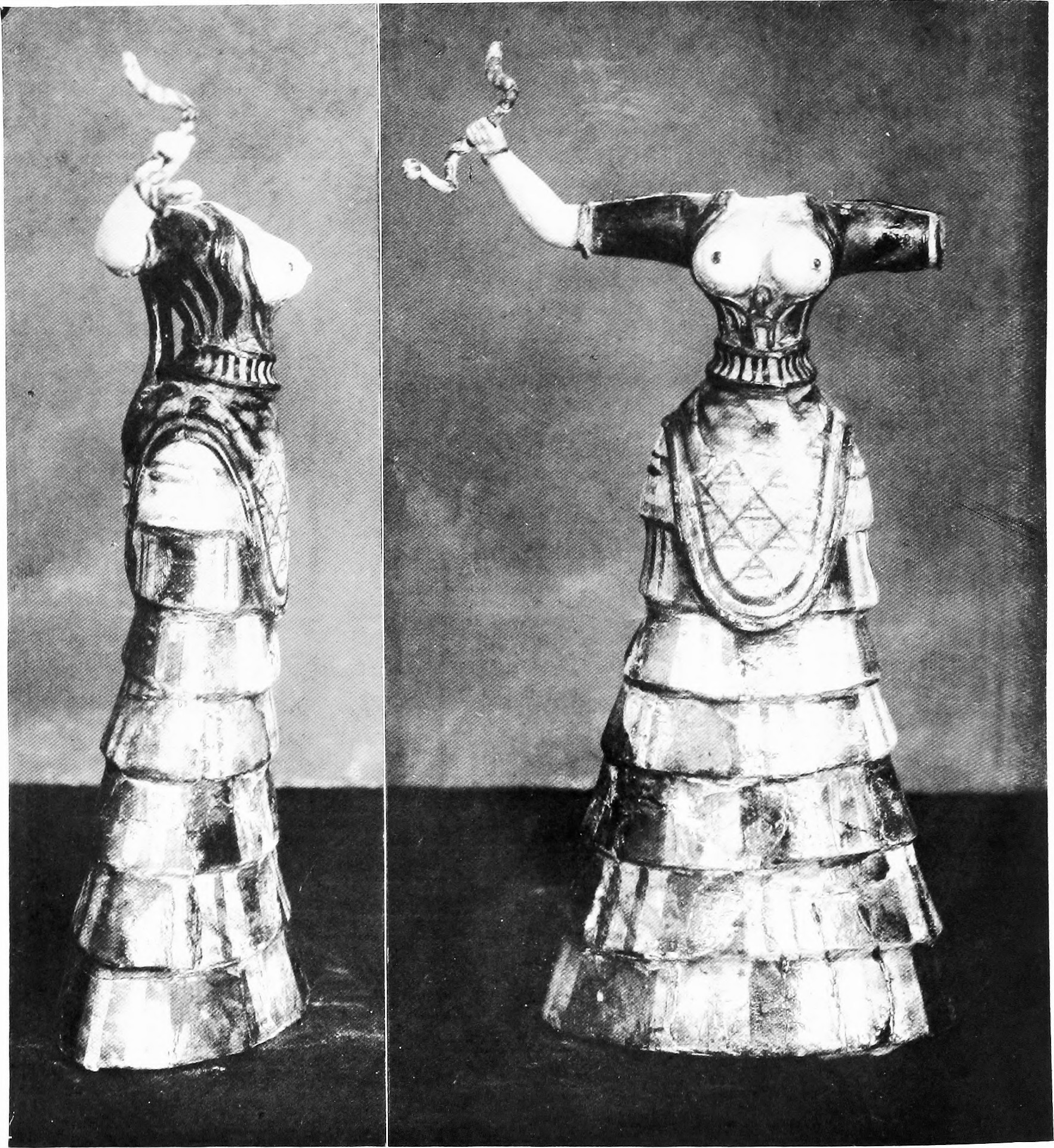
Wężowa Bogini po odnalezieniu

Wężowa Bogini – fajansowa statuetka odnaleziona w 1903 roku w pałacu w Knossos przez brytyjskiego archeologa Arthura Evansa. Obiekt w znaczącym stopniu niekompletny, datowany jest na okres starszych pałaców epoki minojskiej (ok. 1600 rok p.n.e.). To Evans nazwał tę figurkę "Wężową Boginią". Od tego czasu toczy się dyskusja, czy archeolog miał rację, czy jednak figurka przedstawia kapłankę. Statuetka obecnie znajduje się w Muzeum Archeologicznym w Heraklionie.